# Stadio Gradski vrt

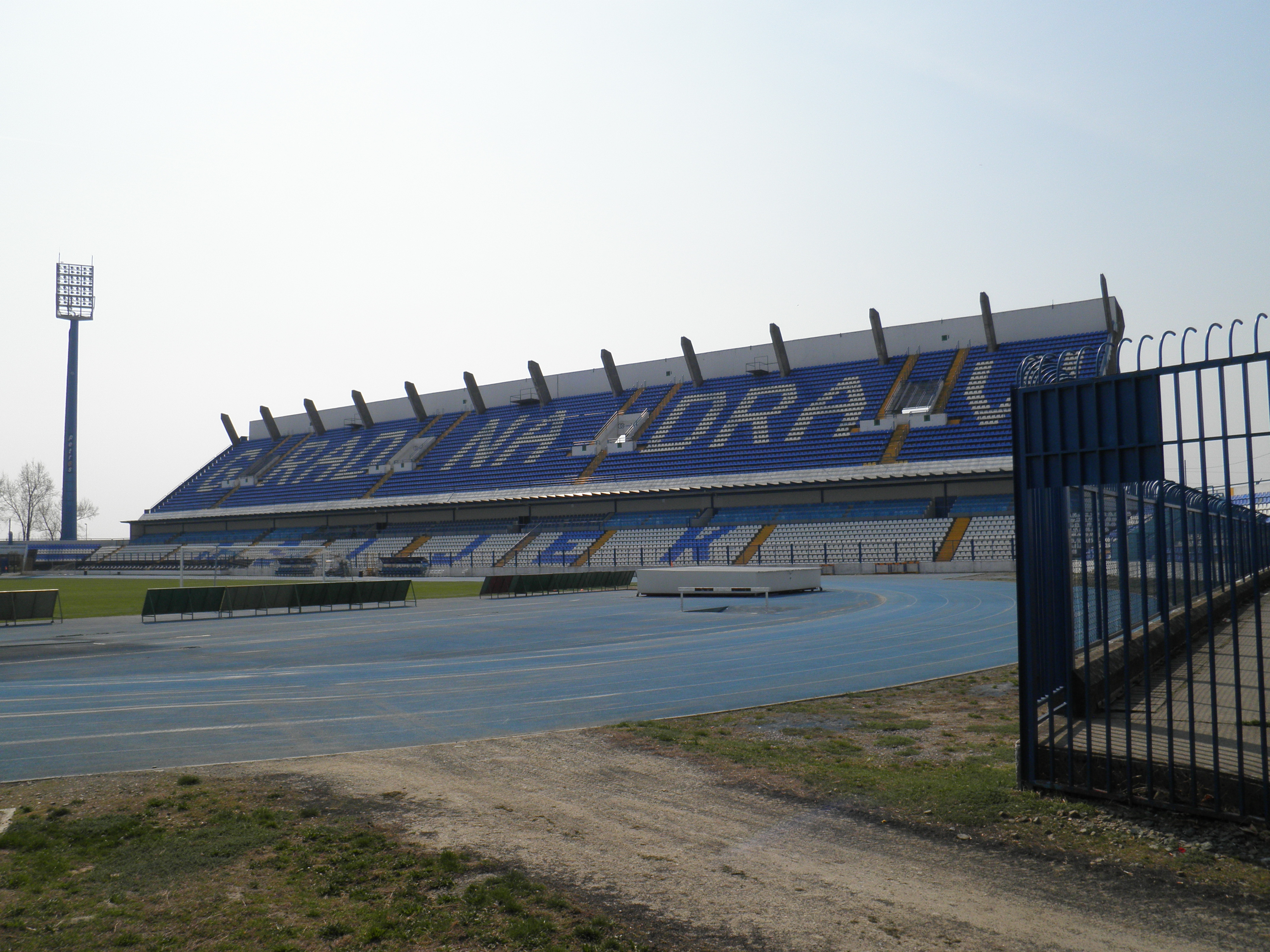
Veduta interna

Lo stadio Gradski vrt (croato per "stadio del giardino cittadino") è il principale impianto calcistico e atletico di Osijek, in Croazia. 
Ha una capienza di 18 856 posti e ospita le partite casalinghe del Nogometni Klub Osijek, il principale club calcistico cittadino.

## Storia
La costruzione dello stadio iniziò nel 1949, ma i lavori furono interrotti più volte. La prima partita giocata sul campo del Gradski vrt, tra Osijek e Sloboda Tuzla, risale al 7 settembre 1958. 
Nel 1980 lo stadio fu ufficialmente inaugurato. Nel 1982, durante la partita NK Osijek-Dinamo Zagabria (1-2), fu battuto il record di presenze allo stadio, con 40 000 spettatori. Il risultato è stato 1–2.
Nel 1998 furono installati sedili e riflettori. Nel 2005 lo stadio fu rinnovato. Sotto la tribuna ovest furono allestite sale VIP e il lodge fu riorganizzato, aggiungendo 1 000 nuovi posti. La pista di atletica fu ricostruita e ridipinta, passando dal colore rosso al blu. Dopo questa ristrutturazione lo stadio soddisfaceva i requisiti stabiliti dalla UEFA, tanto che nello stesso anno l'impianto fu inserito nel lotto degli stadi scelti per la candidatura di Croazia e Ungheria per ospitare il campionato d'Europa 2012, che non ebbe successo. In quell'occasione venne presentato il progetto di un nuovo stadio di maggiore capienza.
Nel 2010 lo stadio fu nuovamente ammodernato, con rifacimento del campo, recinzioni dipinte e posti a sedere numerati. La prima partita dopo i lavori fu l'amichevole tra Croazia e Croazia e Galles, disputata il 23 maggio di quell'anno.
Nel maggio 2016 lo stadio ospitò la finale della Coppa di Croazia.

## Partite fra nazionali
| Data                       | Competizione                 | Avversario                 | Ris.                       | Spett.                     | Ref                        |
| Croazia (dal 1990 ad oggi) | Croazia (dal 1990 ad oggi)   | Croazia (dal 1990 ad oggi) | Croazia (dal 1990 ad oggi) | Croazia (dal 1990 ad oggi) | Croazia (dal 1990 ad oggi) |
| -------------------------- | ---------------------------- | -------------------------- | -------------------------- | -------------------------- | -------------------------- |
| 10 aprile 1996             | Amichevole                   | Ungheria                   | 4–1                        | 15.000                     |                            |
| 22 aprile 1998             | Amichevole                   | Polonia                    | 4–1                        | 20.000                     |                            |
| 24 marzo 2001              | Qualificazioni Mondiale 2002 | Lettonia                   | 4–1                        | 13.345                     |                            |
| 7 settembre 2002           | Qualificazioni Euro 2004     | Estonia                    | 0–0                        | 10.000                     |                            |
| 28 maggio 2006             | Amichevole                   | Iran                       | 2–2                        | 20.000                     |                            |
| 23 maggio 2010             | Amichevole                   | Galles                     | 2–0                        | 15.000                     |                            |
| 16 ottobre 2012            | Qualificazioni Mondiale 2014 | Galles                     | 2–0                        | 18.000                     |                            |
| 31 maggio 2014             | Amichevole                   | Mali                       | 2-1                        | 15.700                     |                            |
| 13 ottobre 2014            | Qualificazioni Euro 2016     | Azerbaigian                | 6-0                        | 16.020                     |                            |
| 23 marzo 2016              | Amichevole                   | Israele                    | 2-0                        | 15.000                     |                            |
| 8 giugno 2019              | Qualificazioni Euro 2020     | Galles                     | 2-1                        | 17.061                     |                            |
| 11 ottobre 2021            | Qualificazioni Mondiale 2022 | Slovacchia                 | 2–2                        | 9.926                      |                            |
| 3 giugno 2022              | Nations League 2022-23       | Austria                    | 0-3                        | 13.994                     |                            |